# Mistrzostwa Łotwy w skokach narciarskich
Mistrzostwa Łotwy w skokach narciarskich – zawody wyłaniające najlepszych zawodników uprawiających skoki narciarskie na Łotwie.
Impreza rozgrywana była corocznie w latach 1933–1974 (z wyjątkiem lat 1935, 1939, 1942, 1946, 1949 oraz 1961, gdy zawody odwoływano ze względu na niekorzystne warunki atmosferyczne bądź działania wojenne), do 1938 włącznie jako czempionat niepodległej Łotwy, a od 1940 do 1974 jako mistrzostwa Łotewskiej Socjalistycznej Republiki Radzieckiej. W latach 1967–1971 rozgrywano również letnie mistrzostwa ŁSRR, jednak brak danych na temat wyników tej rywalizacji. Po 1974 zaprzestano organizacji mistrzostw ze względu na zakończenie finansowania skoków narciarskich przez ostatnią wówczas organizację zajmującą się tą dyscypliną sportu (stowarzyszenie Vārpa).
Wszystkie edycje imprezy odbywały się wspólnie z mistrzostwami Łotwy w kombinacji norweskiej – z reguły część skokowa zawodów dwuboistów odbywała się bezpośrednio po zakończeniu rywalizacji skoczków, a część biegowa dzień później. Często zawody łączone były również z innymi imprezami sportowymi jak np. spartakiada. Wszystkie edycje czempionatu odbyły się na terenie Łotwy – wyjątek stanowił jedynie 1973, gdy, ze względu na brak śniegu, zawody zorganizowano w estońskiej miejscowości Otepää. W latach 1969–1970 oraz 1973–1974 rozgrywano dwa konkursy: na większym i mniejszym obiekcie, w pozostałych edycjach odbywał się jeden konkurs indywidualny.
W 2023 roku reaktywowano imprezę, organizując zawody indywidualne mężczyzn i kobiet.
Najbardziej utytułowany zawodnikiem w historii imprezy jest Aleksandrs Celms, który w latach 1936–1957 zdobył 10 tytułów mistrza kraju.

## Medaliści

### Mężczyźni
Opracowano na podstawie:
| Rok  | Dzień                 | Miejsce               | Złoto                 | Srebro                | Brąz                  |
| ---- | --------------------- | --------------------- | --------------------- | --------------------- | --------------------- |
| 1933 | 26 stycznia           | Sigulda               | Oto Kalējs            | Kurts Liberts         | Aleksandrs Celms      |
| 1934 | 18 lutego             | Sigulda               | Oto Kalējs            | Kurts Liberts         | K. Polmanis           |
| 1935 | Zawodów nie rozegrano | Zawodów nie rozegrano | Zawodów nie rozegrano | Zawodów nie rozegrano | Zawodów nie rozegrano |
| 1936 | 20 lutego             | Sigulda               | Aleksandrs Celms      | Kurts Liberts         | A. Cirke              |
| 1937 | 28 lutego             | Sigulda               | Oto Kalējs            | Aleksandrs Celms      | Jānis Meņģelis        |
| 1938 | 23 stycznia           | Sigulda               | Aleksandrs Celms      | Visvaldis Brodelis    | Kurts Liberts         |
| 1939 | Zawodów nie rozegrano | Zawodów nie rozegrano | Zawodów nie rozegrano | Zawodów nie rozegrano | Zawodów nie rozegrano |
| 1940 | 28 stycznia           | Sigulda               | Visvaldis Brodelis    | Aleksandrs Celms      | Viktors Sils          |
| 1941 | 2 lutego              | Sigulda               | Aleksandrs Celms      | A. Daņilovs           | Viktors Sils          |
| 1942 | Zawodów nie rozegrano | Zawodów nie rozegrano | Zawodów nie rozegrano | Zawodów nie rozegrano | Zawodów nie rozegrano |
| 1943 | 21 lutego             | Sigulda               | Aleksandrs Celms      | K. Bērziņš            | Visvaldis Brodelis    |
| 1944 | 19 lutego             | Gaiziņkalns           | Viktors Zakovičs      | Tobiass Ozoliņš       | ?. Kuročkins          |
| 1945 | b.d.                  | Ryga                  | Aleksandrs Celms      | Laimonis Vējiņš       | J. (C.?) Zaļkalns     |
| 1946 | Zawodów nie rozegrano | Zawodów nie rozegrano | Zawodów nie rozegrano | Zawodów nie rozegrano | Zawodów nie rozegrano |
| 1947 | b.d.                  | Kieś                  | Aleksandrs Celms      | Viktors Zakovičs      | Tobiass Ozoliņš       |
| 1948 | 12 lutego             | Kieś                  | Viktors Zakovičs      | Jānis Meņģelis        | Tobiass Ozoliņš       |
| 1949 | Zawodów nie rozegrano | Zawodów nie rozegrano | Zawodów nie rozegrano | Zawodów nie rozegrano | Zawodów nie rozegrano |
| 1950 | b.d.                  | Gaiziņkalns           | Viktors Zakovičs      | Jānis Meņģelis        | Jānis Tirāns          |
| 1951 | 11 lutego             | Sigulda               | Aleksandrs Celms      | Viktors Zakovičs      | Tobiass Ozoliņš       |
| 1952 | 9 marca               | Sigulda               | Tobiass Ozoliņš       | Viktors Zakovičs      | Aleksandrs Celms      |
| 1953 | 8 lutego              | Sigulda               | Aleksandrs Celms      | Tobiass Ozoliņš       | Uldis Krievāns        |
| 1954 | 1 marca               | Sigulda               | Tobiass Ozoliņš       | Aleksandrs Celms      | Ivars Meldris         |
| 1955 | 6 lutego              | Sigulda               | Vladimirs Volkovs     | Ivars Meldris         | Aleksandrs Celms      |
| 1956 | ? lutego              | Sigulda               | Aleksandrs Celms      | Kārlis Aizupietis     | Ivars Meldris         |
| 1957 | 9 lutego              | Gaiziņkalns           | Aleksandrs Celms      | Uldis Krievāns        | Vladimirs Volkovs     |
| 1958 | 31 stycznia           | Sigulda               | Uldis Krievāns        | Aleksandrs Celms      | Ivans Kurkasovs       |
| 1959 | 11 lutego             | Sigulda               | Juris Grīnbergs       | Ēriks Drīliņš         | Jānis Kalniņš         |
| 1960 | b.d.                  | Sigulda               | Ēriks Drīliņš         | Juris Grīnbergs       | Eduards Kolidzejs     |
| 1961 | Zawodów nie rozegrano | Zawodów nie rozegrano | Zawodów nie rozegrano | Zawodów nie rozegrano | Zawodów nie rozegrano |
| 1962 | b.d.                  | Sigulda               | Ēriks Drīliņš         | Juris Grīnbergs       | Mārcis Melderis       |
| 1963 | 22 marca              | Sigulda               | Ēriks Drīliņš         | Ivars Pāvuliņš        | Agris Laķis           |
| 1964 | 8 lutego              | Pļaviņas              | Ēriks Drīliņš         | Ivars Pāvuliņš        | Tālis Pāvuliņš        |
| 1965 | ? marca               | Pļaviņas              | Germans Počjokins     | Pēteris Daniels       | Ēriks Drīliņš         |
| 1966 | 6–9 lutego            | Pļaviņas              | Ivars Pāvuliņš        | Tālis Pāvuliņš        | Ēriks Drīliņš         |
| 1967 | 3 lutego              | Sigulda               | Tālis Pāvuliņš        | Ivars Pāvuliņš        | Ēriks Drīliņš         |
| 1968 | b.d.                  | Pļaviņas              | Ivars Pāvuliņš        | Heiki Leemet          | Tõnu Haljand          |
| 1969 | 22–23 lutego          | Sigulda               | Tālis Pāvuliņš        | A. Stepanovs          | Ivars Pāvuliņš        |
| 1969 | 22–23 lutego          | Sigulda               | Tālis Pāvuliņš        | Vambola Leius         | Ivars Pāvuliņš        |
| 1970 | 7 lutego              | Pļaviņas              | Heiki Leemet          | Ivans Afanasjevs      | Pēteris Daniels       |
| 1970 | 8 lutego              | Pļaviņas              | Heiki Leemet          | Tālis Pāvuliņš        | Ivars Pāvuliņš        |
| 1971 | 14 marca              | Pļaviņas              | Tālis Pāvuliņš        | Ivars Pāvuliņš        | Oivo Jöllo            |
| 1972 | 5 lutego              | Tukums                | Tālis Pāvuliņš        | Ēriks Drīliņš         | Valērijs Kaķītis      |
| 1973 | 16 marca              | Otepää                | Garijs Jakovļevs      | Tālis Pāvuliņš        | Pēteris Voitjuļs      |
| 1973 | 16 marca              | Otepää                | Tālis Pāvuliņš        | Pēteris Voitjuļs      | Garijs Jakovļevs      |
| 1974 | 8–9 lutego            | Pļaviņas              | Tālis Pāvuliņš        | Valērijs Kaķītis      | Garijs Jakovļevs      |
| 1974 | 8–9 lutego            | Pļaviņas              | Tālis Pāvuliņš        | Valērijs Kaķītis      | Garijs Jakovļevs      |
| 2023 | 7–8 października      | Tallinn/Otepää        | Kristaps Nežborts     | Kārlis Švēde          | Markuss Broks         |
| 2023 | b.d.                  | Otepää                | Kārlis Švēde          | b.d.                  | b.d.                  |
| 2024 | 19 marca              | Otepää                | Kristaps Nežborts     | Kārlis Švēde          | Gatis Ernests Gāters  |
| 2024 | 8 października        | Otepää                | Kārlis Švēde          | Markuss Broks         | Jēkabs Švēde          |

### Kobiety
| Rok  | Dzień            | Miejsce        | Złoto                | Srebro       | Brąz         |
| ---- | ---------------- | -------------- | -------------------- | ------------ | ------------ |
| 2023 | 7–8 października | Tallinn/Otepää | Madara Čodere        | Madara Dumpe | Andra Lubāne |
| 2024 | 19 marca         | Otepää         | Aelita Krasiļščikova | –            | –            |
| 2024 | 8 października   | Otepää         | Aelita Krasiļščikova | Luīze Čodere | –            |